# Maxim Kicyn
Maxim Alekseevič Kicyn (Максим Алексеевич Кицын;* 24. prosince 1991 v Novokuzněcku) je ruský hokejový útočník.

## Hráčská kariéra
Kariéru jako hokejista nastartoval ve svém rodném městě v oddělení pro mládež klubu Metallurg Novokuzněck. K seniorské kategorii se dostal nejprve k záložnímu týmu Novokuzněcku, který působil třetí ruské lize (Pervaja liga) od roku 2007 do roku 2009. V průběhu sezóny 2008-09 debutoval v hlavním kádru Metallurg Novokuzněck hrající v KHL. Ve svém prvním ročníku zaznamenal pět branek ve 31 odehraných zápasech, navíc přidal dvě asistence. Po další sezoně v KHL byl v létě 2010 vybrán ve vstupním draftu NHL v šestém kole ze 158., místa týmem Los Angeles Kings. Sezónu 2010/11 začínal opět v Metallurg Novokuzněck, ale 6. ledna 2011 přestoupil do juniorské týmu Mississauga St. Michael hrající v kanadské juniorské lize Ontario Hockey League. Rovněž v létě 2010 byl draftován v CHL import draftu, vybrán byl v prvním kole jako 17., v pořadí.
V roce 2011 se vrátil do svého rodného klubu, většinu část sezony strávil v Metallurg Novokuzněck, ve kterém odehrál 32 zápasů. Současně hrával za juniorský tým Kuzněck Medvědi (MHL) a taktéž hrával za klub Jermak Angarsk (VHL). V srpnu 2012 přestoupil do Torpedo Nižnij Novgorod, ale převážně hrával v HK Sarov. V červenci 2013 se dohodl na tříleté nováčkovské smlouvě s klubem Los Angeles Kings, kteří ho draftovali. Během tří let v zámoří neodehrál žádný zápas za Los Angeles Kings, hrával pouze na jejich farmách v Manchester Monarchs (AHL) a Ontario Reign (ECHL). V roce 2015 se změnilo působení klubu Manchester Monarchs a Ontario Reign, Manchester hrával již v ECHL a Ontario AHL. Poslední ročník v zámoří byl v organizaci Manchester Monarchs zvolen alternativním hráčem. Po vypršení smlouvy se vrátil zpátky do klubu Torpedo Nižnij Novgorod.

## Ocenění a úspěchy
- 2009 KHL – Hráč měsíce září (2008/2009)
- 2010 MHL – Nejlepší nahrávač v playoff
- 2010 MHL – Nejlepší střelec v playoff
- 2010 MHL – Nejproduktivnější hráč v playoff
- 2020 VHL – Nejlepší hráč v pobytu na ledě (+/-)
- 2020 VHL – Nejlepší útočník měsíce listopadu, února a ledna
- 2020 VHL – Nejlepší střelec
- 2020 VHL – Nejproduktivnější hráč
- 2021 VHL – Nejlepší hráč v pobytu na ledě v playoff (+/-)
- 2021 VHL – Nejproduktivnější hráč v playoff
- 2022 VHL – Trofej Anatolij Firsov
- 2022 VHL – Nejlepší útočník
- 2022 VHL – Nejlepší útočník měsíce listopadu
- 2022 VHL – Nejlepší střelec
- 2022 VHL – Nejproduktivnější hráč
- 2023 VHL – Nejlepší útočník měsíce listopadu

## Prvenství
- Debut v KHL – 3. září 2008 (Metallurg Novokuzněck proti HK Dinamo Minsk)
- První gól v KHL – 3. září 2008 (Metallurg Novokuzněck proti HK Dinamo Minsk, kanadskému brankáři Andy Chiodo)
- První asistence v KHL – 5. ledna 2009 (Metallurg Magnitogorsk proti Metallurg Novokuzněck)
- První hattrick v KHL – 30. října 2010 (Metallurg Novokuzněck proti Atlant Mytišči)

## Klubová statistika
| Sezóna       | Klub                             | Soutěž       |     | Základní část | Základní část | Základní část | Základní část | Základní část |    | Play off | Play off | Play off | Play off | Play off |
| Sezóna       | Klub                             | Soutěž       | Z   | G             | A             | B             | TM            | Z             | G  | A        | B        | TM       |          |          |
| 2006/2007    | Metallurg Novokuzněck 2          | 3.RSL        | 5   | 0             | 2             | 2             | 4             | —             | —  | —        | —        | —        |          |          |
| 2007/2008    | Metallurg Novokuzněck 2          | 3.RSL        | 10  | 1             | 0             | 1             | 2             | —             | —  | —        | —        | —        |          |          |
| 2008/2009    | Metallurg Novokuzněck 2          | 3.RSL        | 2   | 2             | 0             | 2             | 6             | —             | —  | —        | —        | —        |          |          |
| 2008/2009    | Metallurg Novokuzněck            | KHL          | 31  | 5             | 2             | 7             | 26            | —             | —  | —        | —        | —        |          |          |
| 2009/2010    | Metallurg Novokuzněck            | KHL          | 21  | 1             | 1             | 2             | 12            | —             | —  | —        | —        | —        |          |          |
| 2009/2010    | Kuzněck Medvědi                  | MHL          | 11  | 6             | 12            | 18            | 26            | 17            | 9  | 12       | 21       | 42       |          |          |
| 2010/2011    | Metallurg Novokuzněck            | KHL          | 18  | 3             | 4             | 7             | 8             | —             | —  | —        | —        | —        |          |          |
| 2009/2010    | Kuzněck Medvědi                  | MHL          | 3   | 1             | 1             | 2             | 2             | —             | —  | —        | —        | —        |          |          |
| 2010/2011    | Mississauga St. Michael's Majors | OHL          | 32  | 9             | 17            | 26            | 24            | 20            | 10 | 9        | 19       | 14       |          |          |
| 2011/2012    | Metallurg Novokuzněck            | KHL          | 32  | 1             | 2             | 3             | 13            | —             | —  | —        | —        | —        |          |          |
| 2011/2012    | Jermak Angarsk                   | VHL          | 6   | 2             | 2             | 4             | 0             | 4             | 0  | 0        | 0        | 4        |          |          |
| 2011/2012    | Kuzněck Medvědi                  | MHL          | 10  | 7             | 1             | 8             | 10            | 7             | 3  | 3        | 6        | 8        |          |          |
| 2012/2013    | Torpedo Nižnij Novgorod          | KHL          | 8   | 0             | 0             | 0             | 4             | —             | —  | —        | —        | —        |          |          |
| 2012/2013    | HK Sarov                         | VHL          | 29  | 9             | 3             | 12            | 63            | 5             | 1  | 1        | 2        | 4        |          |          |
| 2013/2014    | Manchester Monarchs              | AHL          | 20  | 3             | 1             | 4             | 2             | —             | —  | —        | —        | —        |          |          |
| 2013/2014    | Ontario Reign                    | ECHL         | 33  | 14            | 16            | 30            | 27            | 4             | 1  | 0        | 1        | 2        |          |          |
| 2014/2015    | Ontario Reign                    | ECHL         | 57  | 26            | 17            | 43            | 155           | 19            | 4  | 7        | 11       | 19       |          |          |
| 2014/2015    | Manchester Monarchs              | AHL          | 7   | 1             | 0             | 1             | 0             | —             | —  | —        | —        | —        |          |          |
| 2015/2016    | Manchester Monarchs              | ECHL         | 65  | 26            | 29            | 55            | 59            | 5             | 2  | 1        | 3        | 0        |          |          |
| 2015/2016    | Ontario Reign                    | AHL          | 2   | 0             | 0             | 0             | 0             | —             | —  | —        | —        | —        |          |          |
| 2016/2017    | Torpedo Nižnij Novgorod          | KHL          | 4   | 0             | 0             | 0             | 4             | —             | —  | —        | —        | —        |          |          |
| 2016/2017    | HC Sarov                         | VHL          | 19  | 2             | 2             | 4             | 16            | —             | —  | —        | —        | —        |          |          |
| 2017/2018    | Admiral Vladivostok              | KHL          | 16  | 0             | 2             | 2             | 26            | —             | —  | —        | —        | —        |          |          |
| 2017/2018    | Južnij Ural Orsk                 | VHL          | 11  | 2             | 4             | 6             | 72            | —             | —  | —        | —        | —        |          |          |
| 2018/2019    | HK Saryarka Karaganda            | VHL          | 38  | 10            | 14            | 24            | 50            | 18            | 5  | 2        | 7        | 15       |          |          |
| 2019/2020    | Metallurg Novokuzněck            | VHL          | 53  | 39            | 30            | 69            | 32            | —             | —  | —        | —        | —        |          |          |
| 2020/2021    | Metallurg Novokuzněck            | VHL          | 43  | 17            | 10            | 27            | 18            | 20            | 12 | 15       | 27       | 10       |          |          |
| 2021/2022    | Metallurg Novokuzněck            | VHL          | 52  | 32            | 36            | 68            | 32            | 5             | 2  | 4        | 6        | 4        |          |          |
| 2022/2023    | Metallurg Novokuzněck            | VHL          | 49  | 19            | 19            | 38            | 31            | 18            | 7  | 9        | 16       | 14       |          |          |
| 2023/2024    | Metallurg Novokuzněck            | VHL          | 15  | 4             | 5             | 9             | 12            | —             | —  | —        | —        | —        |          |          |
| 2023/2024    | HK Jugra Chanty-Mansijsk         | VHL          | 31  | 15            | 12            | 27            | 24            | 12            | 2  | 1        | 3        | 0        |          |          |
| 2024/2025    | Molot Perm                       | VHL          | 58  | 19            | 23            | 42            | 27            | 5             | 4  | 0        | 4        | 4        |          |          |
| Celkem v KHL | Celkem v KHL                     | Celkem v KHL | 130 | 10            | 11            | 21            | 93            | —             | —  | —        | —        | —        |          |          |

## Reprezentace
| Rok          | Tým          | Soutěž       | Z  | G | A | B  | TM |
| ------------ | ------------ | ------------ | -- | - | - | -- | -- |
| 2008         | Rusko 17     | WHC-17       | 5  | 2 | 2 | 4  | 10 |
| 2009         | Rusko 18     | MS-18        | 7  | 4 | 4 | 8  | 16 |
| 2010         | Rusko 20     | MSJ          | 6  | 0 | 3 | 3  | 0  |
| 2011         | Rusko 20     | MSJ          | 7  | 5 | 4 | 9  | 0  |
| Celkem v MSJ | Celkem v MSJ | Celkem v MSJ | 13 | 5 | 7 | 12 | 0  |